# سبدستاره‌سانان
سبدستاره‌سانان (نام علمی: Phrynophiurida) نام یک راسته از رده ستاره شکننده است.